# Дагэ
Дагэ (кит. 大哥, пиньинь dàgē, также кит. 老大哥, пиньинь lǎodàgē, палл. лаодагэ) — «старший брат» или «большой брат».
Распространённое обращение китайцев друг к другу. Обычно обращаются к человеку и называют его «дагэ» по соображениям вежливости, почтительности. Часто это уважительное обращение может использоваться в отношении человека, о котором заведомо известно, что он старше того, кто к нему обращается. В отношении же самого себя в Китае было принято называться «младшим братом» — «сюнди» (кит. 兄弟, пиньинь xiōngdi). Такой обычай обращения питает свои истоки из конфуцианства.
Именно это обращение, а точнее его перевод на русский язык и неверная трактовка послужила появлению в 1950-х годах представления о «Советском старшем брате», как о действительном и заслуженном «звании» в глазах прочих народов, ставших на путь построения социализма.